# Kejsun
Trdnjava Kejsun (turško Keysun Kalesi) je biila utrdba v okolici vasi  Çakırhüyük (ali Keysun) v provinci  Adıyaman v ruralni jugovzhodni Turčiji. Pripadala je križarski grofiji Edesi. Leta 1131 je trdnjavo oblegal Danišmend Gümüshtigin. Ko je izvedel, da se mu približuje vojska edeškega grofa Joscelina I., je obleganje prekinil in se umaknil. Joscelin je v okolici trdnjave umrl.

## Sklic
1. ↑  Köy Köy Türkiye Yol Atlası. Istanbul: Mapmedya, 2006. Zemljevid 171.